# 德清文庙
德清文庙位于中国浙江省湖州德清县乾元镇（原德清县城）县东街东端、县街34号，始建于北宋大中祥符三年（1010），明正统六年（1441）迁至现址。
文庙布局原前庙后学，明正统时中轴线上依次为棂星门、泮池、戟门三间（两侧有名宦祠、乡贤祠各三间）、大成殿五间（前有东西庑各七间）、明伦堂五间（前有博文斋、约礼斋各三间）、尊经阁（嘉靖时改为敬一亭）和教谕廨（图），今仅存清光绪二十三年（1897）重建之大成殿（一说为道光二十四年（1844）重建），面阔五间，单檐歇山顶，1949年后长期作为德清县粮食局办公楼，2012年划归清溪小学管理，2014年修缮。